# Gladsax distrikt
Gladsax distrikt är ett distrikt i Simrishamns kommun och Skåne län. 
Distriktet ligger vid kusten morr om Simrishamn. 

## Tidigare administrativ tillhörighet
Distriktet inrättades 2016 och utgörs till en del av det område Simrishamns stad omfattade till 1971, delen som före 1952 utgjorde Gladsax socken.
Området motsvarar den omfattning Gladsax församling hade vid årsskiftet 1999/2000.